# Ван ’т Крёйс, Ян
Ян ван ’т Крёйс (нидерл. Jan van ’t Kruijs; 29 марта 1935, Амстердам — 7 сентября 1989, Ландсмер, Северная Голландия) — нидерландский футболист, игравший на позиции вратаря, выступал за команды «Аякс», «Ватерграфсмер» и «Харлем».

## Спортивная карьера
В возрасте 16 лет вступил в футбольный клуб «Аякс». В сезоне 1953/54 был вратарём третьего состава, а в следующем сезоне выступал уже за «Аякс 2», где также играли Кор Гелхёйзен и Ян Квакернат. За основной состав дебютировал 2 января 1955 года в гостевом матче 6-го тура чемпионата Нидерландов против «Эйндховена», заменив в стартовом составе Эдди Питерс Графланда. К середине первого тайма амстердамцы вели 0:2, благодаря голам Ринуса Михелса и Пита Бюргерса, однако незадолго до перерыва «бело-голубые» смогли отыграть один мяч, а во втором тайме ван Рой установил окончательный счёт — 2:2. В июле 1955 года вместе с группой игроков был выставлен на трансфер. В сезоне 1955/56 в составе «Аякс 2» становился победителем чемпионата среди резервных команд. Затем выступал за другой амстердамский клуб — «Ватерграфсмер», а летом 1960 года перешёл в «Харлем».

## Личная жизнь
Отец — Клас ван ’т Крёйс, мать — Корнелия де Йонг. Родители были родом из Амстердама, они поженились в 1932 году — на момент женитьбы отец был шофёром. В их семье было ещё трое детей: сыновья Клас и Роберт, дочь Питернелла.
Женился в возрасте двадцати лет — его супругой стала 19-летняя Элза Элвине Каролина Вагенар, уроженка Амстердама. Их брак был зарегистрирован 26 апреля 1956 года в Мёйдене. В браке родились двое детей: сын Роберт-Ян (1960—1980) и дочь Фабьен (1961).
Умер 7 сентября 1989 года в Ландсмере в возрасте 54 лет. Похоронен 12 сентября в Харлеме на Северном кладбище.

## Достижения
«Харлем»
- Победитель второго дивизиона Нидерландов (2): 1960/61[нидерл.], 1962/63[нидерл.] (группа B)